# Vihtakannansaari
Vihtakannansaari är en ö i Finland. Den ligger i sjön Enonvesi och i kommunen Enonkoski i den ekonomiska regionen  Nyslotts ekonomiska region  och landskapet Södra Savolax, i den sydöstra delen av landet, 300 km nordost om huvudstaden Helsingfors. Öns area är 67 hektar och dess största längd är 1,7 kilometer i öst-västlig riktning.